# Distretto di Homel'
Il distretto di Homel' (in bielorusso Гомельскі раён?) è un distretto (raën) della Bielorussia appartenente alla regione di Homel'.